# Roman di Volinia
Roman Vladimirovič di Volinia (in russo Роман Владимирович Волынский?) (Perejaslav, 1099 - 1101 – Volinia, 6 gennaio 1119) è stato un principe russo, era uno dei figli più giovani di Vladimir Monomaco ed Eufemia.

## Biografia
Nel 1117 sorse un conflitto tra Vladimir Monomaco ed il figlio di Svjatopolk Jaroslav, una possibile ragione per cui Vladimir trasferì suo figlio maggiore Mstislav da Novgorod a Belgorod, vicino a Kiev.
Nel 1118, Monomaco, in alleanza con i successori della linea di Rostislav di Tmutarakan (i Rostislaviči; pro nipote del figlio di Vladimr I, Jaroslav I di Kiev), espulse Jaroslav da Volodymyr-Volyns'kyj e mise sul trono Roman. Dopo la morte di Roman nel 1119, Andrej Vladimirovič il Generoso divenne governatore in Volinia.
Roman probabilmente fu sepolto a Volinia tre giorni dopo la sua morte.

## Famiglia
L'11 settembre 1114 si sposò con la figlia di Volodar di Przemyśl.
Non ci sono informazioni sulla discendenza.

## Ascendenza
|                       |   |                      | Genitori              |  |  | Nonni |  |  | Bisnonni           |  |  | Trisnonni          |  |
|                       |   |                      |                       |  |  |       |  |  | Jaroslav I di Kiev |  |  | Vladimir I di Kiev |  |
|                       |   |                      |                       |  |  |       |  |  | Jaroslav I di Kiev |  |  | Vladimir I di Kiev |  |
|                       |   | Rogneda di Polack    |                       |  |  |       |  |  | Jaroslav I di Kiev |  |  |                    |  |
| Vsevolod di Kiev      |   |                      |                       |  |  |       |  |  | Jaroslav I di Kiev |  |  |                    |  |
|                       |   | Ingegerd Olofsdotter | Olof III di Svezia    |  |  |       |  |  |                    |  |  |                    |  |
|                       |   | Ingegerd Olofsdotter | Olof III di Svezia    |  |  |       |  |  |                    |  |  |                    |  |
|                       |   | Ingegerd Olofsdotter | Estrid degli Obotriti |  |  |       |  |  |                    |  |  |                    |  |
| Vladimir II di Kiev   |   | Ingegerd Olofsdotter |                       |  |  |       |  |  |                    |  |  |                    |  |
|                       |   | …                    | …                     |  |  |       |  |  |                    |  |  |                    |  |
|                       |   | …                    | …                     |  |  |       |  |  |                    |  |  |                    |  |
|                       |   | …                    | …                     |  |  |       |  |  |                    |  |  |                    |  |
| Anastasia di Bisanzio |   | …                    |                       |  |  |       |  |  |                    |  |  |                    |  |
|                       |   | …                    | …                     |  |  |       |  |  |                    |  |  |                    |  |
|                       |   | …                    | …                     |  |  |       |  |  |                    |  |  |                    |  |
|                       |   | …                    | …                     |  |  |       |  |  |                    |  |  |                    |  |
| Roman di Volinia      |   | …                    |                       |  |  |       |  |  |                    |  |  |                    |  |
|                       | … | …                    |                       |  |  |       |  |  |                    |  |  |                    |  |
|                       | … | …                    |                       |  |  |       |  |  |                    |  |  |                    |  |
|                       | … | …                    |                       |  |  |       |  |  |                    |  |  |                    |  |
| …                     | … |                      |                       |  |  |       |  |  |                    |  |  |                    |  |
|                       |   | …                    | …                     |  |  |       |  |  |                    |  |  |                    |  |
|                       |   | …                    | …                     |  |  |       |  |  |                    |  |  |                    |  |
|                       |   | …                    | …                     |  |  |       |  |  |                    |  |  |                    |  |
| Eufemia               |   | …                    |                       |  |  |       |  |  |                    |  |  |                    |  |
|                       |   | …                    | …                     |  |  |       |  |  |                    |  |  |                    |  |
|                       |   | …                    | …                     |  |  |       |  |  |                    |  |  |                    |  |
|                       |   | …                    | …                     |  |  |       |  |  |                    |  |  |                    |  |
| …                     |   | …                    |                       |  |  |       |  |  |                    |  |  |                    |  |
|                       |   | …                    | …                     |  |  |       |  |  |                    |  |  |                    |  |
|                       |   | …                    | …                     |  |  |       |  |  |                    |  |  |                    |  |
|                       |   | …                    | …                     |  |  |       |  |  |                    |  |  |                    |  |
|                       |   | …                    |                       |  |  |       |  |  |                    |  |  |                    |  |